# ガリー

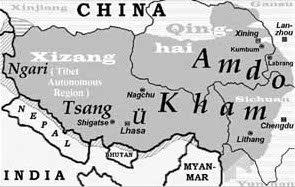
ガリーの位置

ガリー（མངའ་རིས་、mnga' ris）はチベット高原西部地域を漠然と指す歴史的地域名。ンガリ、ガリとも。
その領域は、時期や文献によって相違するが、西はインドのラダック地方、パキスタンのスカルドゥ地区から、東はトゥー（トェ）地方（西チベット）までを含む。中国の現行の行政区分では、新疆ウイグル自治区に配分されているアクサイチン地区（現在、インドとの帰属問題を抱える）を含む。
平均海抜4,500m。古くは、シャンシュン王国、グゲ王国があり、西部チベットの中心であった。
チベット自治区の最西部を占めるガリ地区という呼称は、この名称を採用したものである。

## 都市
- 獅泉河（「阿里」とも）
- 普蘭
- 札達

## 名所・旧跡
- カイラス山
- マーナサローワル湖
- グゲ遺跡